# جورج بوذا
جورج بوذا (بالإنجليزية: George Buza)‏ هو ممثل أمريكي وكندي، ولد في 7 يناير 1949 بكليفلاند في الولايات المتحدة.

## أعمال

### أفلام
- (1981) البحث عن النار
- (2000) رجال-إكس[5][6]
- (2007) مذكرات الموتى

## وصلات خارجية
- جورج بوذا على موقع IMDb (الإنجليزية)
- جورج بوذا على موقع ألو سيني (الفرنسية)
- جورج بوذا على موقع أول موفي (الإنجليزية)
- جورج بوذا على موقع قاعدة بيانات الأفلام السويدية (السويدية)
- جورج بوذا على موقع قاعدة بيانات الفيلم (الإنجليزية)
- جورج بوذا على موقع كينوبويسك (الروسية)